# NGC 5563
NGC 5563 (другие обозначения — ZWG 47.11, PGC 51226) — галактика в созвездии Дева.
Этот объект входит в число перечисленных в оригинальной редакции «Нового общего каталога».